# 科茲馬鄉 (穆列什縣)

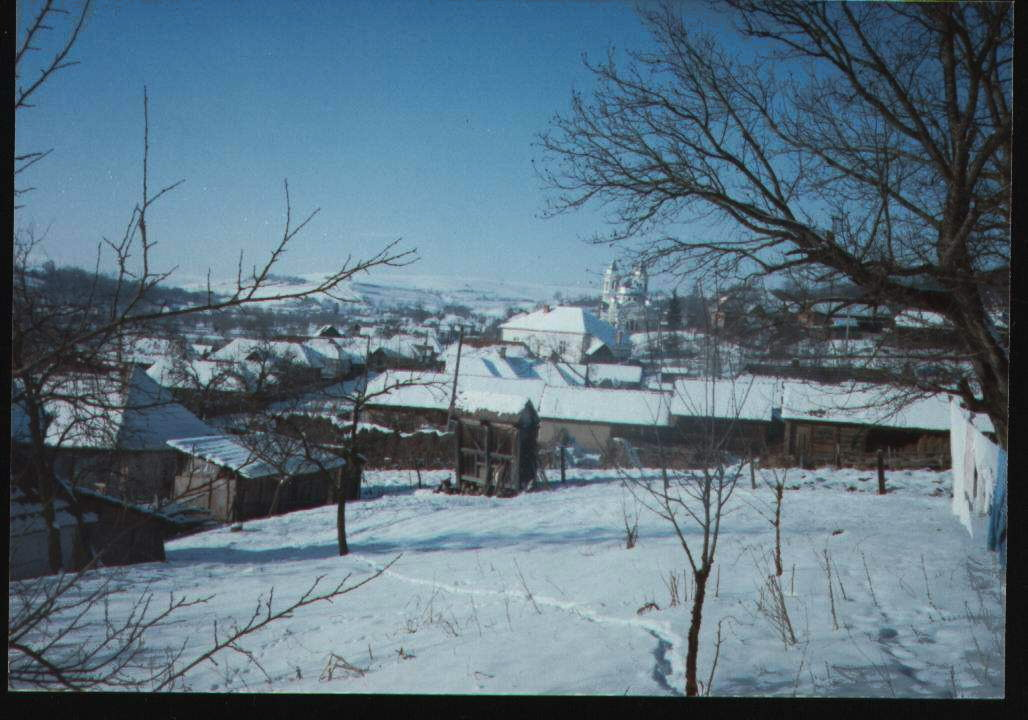

46°49′N 24°32′E / 46.817°N 24.533°E
科茲馬鄉（羅馬尼亞語：Comuna Cozma, Mureș），是羅馬尼亞的鄉份，位於該國中部，由穆列什縣負責管轄，面積30平方公里，海拔高度475米，2007年人口595，人口密度每平方公里20人。